# Мазуренко, Елена Павловна
Еле́на Па́вловна Мазуре́нко (укр. Олена Павлівна Мазуренко, родилась 24 октября 1969 в Киеве) — украинская футболистка, игравшая на позиции защитницы. Известна по выступлениям за сборную Украины, а также за донецкую «Дончанку» и немецкий клуб «Нюрнберг». Участница чемпионата Европы 2009 года, неоднократно выводила сборную на поле в качестве капитана команды.

## Биография
Родилась в Киеве, выросла в интернате. В детстве любила играть в футбол с мальчиками, но спортивных секций не посещала. Окончила в 1989 году строительное училище и решила попробовать себя в футболе, посетив тренировку женской команды киевского «Динамо». Игра Елены впечатлила тренеров, и её приняли в команду. В 1992 году Елена оформила «золотой дубль», выиграв впервые чемпионат Украины и завоевав ещё и Кубок Украины. В следующем году она дебютировала в сборной Украины, в которой сыграла более 90 игр. Капитаном команды она была с 1996 по 2009 годы.
После расформирования женского клуба «Динамо» Мазуренко перебралась в Россию, где вместе с Татьяной Верезубовой на протяжении одного сезона защищала цвета воронежской «Энергии». Оформив там ещё один «золотой дубль», Елена вернулась домой, где продолжила выступления в составе клуба «Дончанка», который в те времена был лучшей командой Украины. Там её перевели с правого фланга защиты в центр. Завоевав огромное количество трофеев, она попыталась снова попробовать силы в российском чемпионате уже в составе команды «Рязань-ВДВ»; более того, после гибели президента клуба Александра Шведченко «Дончанка» была на грани банкротства. Однако представители СК «Донецк» потребовали от рязанцев огромную сумму за трансфер. Мазуренко в итоге сыграла только в одном коммерческом турнире и покинула после этого расположение команды.
После возвращения Елена получила предложение от немецкого клуба «Нюрнберг», где играли её коллеги по сборной Надежда Мищенко и Наталья Малыга. Так в 2000 году Мазуренко оказалась в Германии. Клуб играл в Баварской лиге и разных региональных турнирах. Елена провела в команде 12 лет, став незаменимой центральной защитницей, капитаном, играющим тренером. Завершила она карьеру в 2012 году, сыграв прощальный матч против сборной звёзд клуба (7:3).
В конце 2011 года Елена Мазуренко получила премию «Виктория футбола»-2011 как лучшая футболистка Украины за последние 20 лет.

## Достижения
- Чемпионка Украины (4): 1992, 1996, 1998, 1999
- Серебряный призёр чемпионата Украины (1): 1993
- Обладательница Кубка Украины (4): 1992, 1996, 1998, 1999
- Финалистка Кубка Украины (1): 1997
- Чемпионка России (1): 1995
- Обладательница Кубка России (1): 1995
- Победитель зоны «Юг» региональной лиги Германии (1): 2002
- Победитель Баварской лиги (1): 2009